# Costallodiscus
Costallodiscus is een geslacht van weekdieren uit de klasse van de Gastropoda (slakken).

## Soorten
- Costallodiscus kaikoura B. A. Marshall & Barker, 2008
- Costallodiscus parrishi B. A. Marshall & Barker, 2008
- Costallodiscus pegasus B. A. Marshall & Barker, 2008